# Pablo Melo
Pablo Melo, vollständiger Name Pablo Rodrigo Melo, (* 4. Juli 1982 in Rivera) ist ein uruguayischer ehemaliger Fußballspieler.

## Karriere

### Verein
Der nach Angaben seines Vereins 1,80 Meter große Defensivakteur Melo stand zu Beginn seiner Karriere von der Clausura 2000 bis einschließlich des Torneo Clasificatorio 2004 beim Club Atlético Cerro unter Vertrag. In dieser Zeit bestritt er dort 135 Spiele und erzielte sieben Treffer. In der Zwischensaison 2005 absolvierte er 25 Ligaspiele (ein Tor) für Danubio. In der Clausura 2006, Apertura 2006 und Clausura 2007 lief er in insgesamt 26 Partien (kein Tor) für den argentinischen Verein Tiro Federal auf. In der Apertura 2007 stand er dann erneut in 14 Spielen (kein Tor) der Primera División für Cerro auf dem Platz. Das Jahr 2008 verbrachte er in Reihen von Nacional Montevideo. Seine Einsatzbilanz weist dort 21 Spiele (kein Tor) aus. Während der Clausura 2009, der Apertura 2009 und der Clausura 2010 war er abermals für Cerro aktiv. Sodann folgte 2010 eine Station in Chile bei Deportes La Serena. CA San Martín de San Juan, Manta FC und América de Cali waren seine Arbeitgeber im Jahr 2011. 2012 wechselte er zu Liverpool Montevideo. Dort bestritt er in den Spielzeiten 2011/12 und 2012/13 insgesamt 26 Erstligaspiele (zwei Tore). 2013 schloss er sich dem Aragua FC an. Für die Venezolaner stand er zehnmal (kein Tor) auf dem Platz. Zur Spielzeit 2013/14 wechselte er wieder zum Club Atlético Cerro. In jener Saison kam er dort bis zum Abschluss der Clausura 2014 zu 28 Einsätzen in der Primera División und erzielte drei Treffer. In der Saison 2014/15 wurde er zunächst bei Cerro in elf Erstligaspielen (kein Tor) eingesetzt. Sodann wechselte er Ende Februar 2015 zum Zweitligisten Club Sportivo Cerrito und lief bis Saisonende in 14 Zweitligaspielen (ein Tor) auf. Am Saisonende stieg er mit dem Klub in die Segunda División Amateur ab, blieb dem Klub aber auch dort als Spieler erhalten.

### Nationalmannschaft
Melo gehörte 2001 der uruguayischen U-20-Auswahl an, die an der U-20-Südamerikameisterschaft 2001 in Ecuador teilnahm. Dort kam er mindestens bei der 0:1-Niederlage im Gruppenspiel gegen Kolumbien zum Einsatz. Im U-23-Team Uruguays, der Olympiaauswahl, absolvierte er unter Trainer Juan Ramón Carrasco vier Länderspiele, als er in der mit 0:3 verlorenen Partie gegen Chiles Auswahl am 7. Januar 2004, beim 1:1-Unentschieden am 11. Januar 2004 gegen Brasilien, beim 1:1-Unentschieden gegen Venezuela am 13. Januar 2004 und bei der 1:2-Niederlage gegen Paraguay am 15. Januar 2004 im vorolympischen südamerikanischen U-23 Qualifikationsturnier eingesetzt wurde. Ein Tor erzielte er nicht.
Melo war auch Mitglied der A-Nationalmannschaft Uruguays. Er debütierte am 15. Oktober 2003 unter Juan Ramón Carrasco, als er im Freundschaftsspiel gegen die Auswahl Mexikos in der 80. Spielminute für den ebenfalls debütierenden Daniel Hernández eingewechselt wurde. Zu seinem zweiten Länderspieleinsatz kam er am 18. Februar 2004 im Freundschaftsspiel gegen Jamaika. Dort stand er in der Startelf. Sein drittes und letztes Spiel für die Celeste absolvierte er am 26. Oktober 2005 gegen Mexiko. In dieser Partie wurde er vom nunmehr für die Nationalelf verantwortlichen Jorge Fossati in der 81. Spielminute für Pablo Lima aus Spielfeld beordert.